# Ctenophthalmus machadoi
Ctenophthalmus machadoi är en loppart som beskrevs av Ribeiro 1975. Ctenophthalmus machadoi ingår i släktet Ctenophthalmus och familjen mullvadsloppor. Inga underarter finns listade i Catalogue of Life.